# Scymnus inclinatus
Scymnus inclinatus  (лат.) — вид божьих коровок рода Scymnus из подсемейства Scymninae (Coccinellidae). Юго-Восточная Азия.

## Распространение
Китай (Henan, Shaanxi, Hubei).

## Описание
Мелкие жуки длиной от 1,95 до 2,13 мм (ширина 1,35–1,47), овальной выпуклой формы. Основная окраска пронотума, ног и головы желтовато-коричневая, надкрылья чёрные. Сходен с видом Scymnus oestocraerus Pang et Huang, отличаясь особенностями строения гениталий самцов. 
Усики 11-члениковые, булава из 3 сегментов. Голова, лабрум и клипеус поперечные. Усики прикрепляются перед линией глаз. Нижнегубные щупики 3-члениковые. Скутеллюм мелкий, треугольный. Надкрылья в основании шире пронотума, с нерегулярной пунктировкой. Голени без вершинных шпор. Лапки 4-члениковые. Брюшко с шестью вентритами. 
Вид был впервые описан в 2015 году китайскими энтомологами С. Ченом (Xiaosheng Chen) и Ш. Реном (Shunxiang Ren) (Engineering Research Center of Biological Control, Ministry of Education; College of Natural Resources and Environment, Южно-китайский сельскохозяйственный университет, Гуанчжоу, Китай).